# تاد (نام خانوادگی)
تاد (به انگلیسی: Todd) یک نام خانوادگی انگلیسی به معنی روباه است و ممکن است به یکی از موارد زیر اشاره داشته باشد:
- لرد تاد
- آن تاد
- بورلی تود
- باب تاد
- کالین تاد
- امانوئل تود
- هلی تاد
- جاش تاد
- مری تاد لینکلن
- پاتریشیا کنینگ تود
- پیتا تاد
- ریچارد تاد
- تلما تود
- تونی تاد
- جیسون تاد
- سویینی تاد